# ビゼンニシキ
ビゼンニシキ（欧字名:Bizen Nishiki、1981年4月26日 - 1999年7月23日）は日本の競走馬、種牡馬。1984年の中央競馬のクラシック戦線ではシンボリルドルフのライバルと言われた。

## 競走馬として

### デビューまで
ベニバナビゼンは、ミンスキーを父に持ち1975年に生産された。美浦トレーニングセンターにある成宮明光厩舎に入り3歳でデビューすると条件戦を連勝、オープン競走でも1番人気に推されるなど出世し、優駿牝馬（オークス）にも出走した。6歳までに24戦4勝という成績を残し、成宮が運営する青森県の明成牧場にて繁殖牝馬となった。成宮自身が配合を考案し、初年度の相手には、クレイロン系のダンディルートが選ばれた。1981年4月26日、明成牧場にて栗毛の牡馬（後のビゼンニシキ）が誕生した。
誕生直後は、腰が十分に発達しておらず、注目されなかった。病気とは無縁に成長を続け、2歳となると丈夫な骨格と、母を受け継いで大きな馬体を手に入れた。

### 3歳（1983年）
1980年に、馬産地は伝染性の子宮炎に見舞われて例年よりも種付けが遅くなった。そのため、1981年生まれの世代は軒並みデビューが遅れ、1983年の3歳戦が始まっても、素質馬の登場はあとになると目されていた。そうした中で早くから活躍したのが関東のサクラトウコウとハーディービジョン、関西のロングハヤブサ（最優秀3歳牡馬）で、日本中央競馬会の広報誌『優駿』で行われる「フリーハンデ」ではこの3頭が「3歳3強」と評された。3戦3勝のシンボリルドルフに対しては、重賞出走歴がないにもかかわらず、勝ち方が期待できるとして3強に次ぐ評価を与えるものと、確実に勝てる「楽なレース」を選んでいるとしてそこまでの高評価をしないものがあった。
ビゼンニシキは3歳11月、東京競馬場の新馬戦（芝1400メートル）に岡部幸雄が騎乗してデビュー。直線コースのみを使って追い込み、6馬身差を広げて勝利した。3週間後には、同じ距離、条件のさざんか賞では再び追い込み、新馬戦よりも2.1秒速く入線し2連勝。年末のひいらぎ賞では初めて1番人気の支持で出走し、追い込みから2馬身離して3連勝を果たした。
『競馬ブック』誌上で発表される「全日本フリーハンデ」では、ビゼンニシキはようやく現れた「大物」としてシンボリルドルフよりも1kg高く評価した。ただし距離適性には壁があるとして、翌年の東京優駿（日本ダービー）は難しいだろうとも評されている。
一方、「フリーハンデ」ではシンボリルドルフと同等とみる声もあったが、シンボリルドルフより1kg低い評価を与えられている。この年に同じ評価を受けたものには、トーアファルコン、ヤマノスキー、マーサレッド、マリキータ、スイートソフィアがいた。

### 4歳（1984年）
2月中旬の共同通信杯4歳ステークスで4歳初戦を迎えた。朝日杯3歳ステークスの勝ち馬であるハーディービジョンを始め、世代の有力馬が不在だったこともあり、残り100メートル地点から追われただけで後方に1馬身の差をつけて勝利し、重賞初勝利となった。岡部は「まったく楽でした。1戦ごとに成長していますし、奥の深い馬」と評価した。
その3週間後、皐月賞と同じ距離、競馬場で行われる弥生賞に出走。これまで騎乗した岡部が「僕が選んだ方が強いと思ってください」と無敗の3連勝中で4歳初戦となるシンボリルドルフを選択し、無敗の4連勝中であったビゼンニシキ陣営はこれに憤慨、成宮厩舎所属の蛯沢誠治が騎乗することとなった。ビゼンニシキは1番人気に支持され、シンボリルドルフは日本馬同士の競馬では唯一、1番人気を奪われた屈辱のレースとなった。ゲートで立ち上がる不利な発走となり、後方の外に位置取る中、シンボリルドルフは4、5番手で先行していた。最終コーナーでシンボリルドルフが抜け出すその背後から追い上げた。直線では、馬場の内側に斜行し、ビゼンニシキの右前肢がシンボリルドルフの左後肢に接触する事故もあったが、前を行くシンボリルドルフが失速することなく、1馬身4分の3馬身遅れた2着に敗れた。
スプリングステークスではサクラトウコウ相手に意表をつく逃げ切り勝ち、NHK杯は楽勝だった。弥生賞と皐月賞ではシンボリルドルフに敗れて2着に終わったが、そのうち皐月賞は勝ったシンボリルドルフに体当たりされるという不利があった。
この不利については、「全日本フリーハンデ」上で、評者の山野浩一は「外国の競馬なら着順変更になっているケース」としながらも、それがなくてもシンボリルドルフには勝てなかっただろうとしている。なお、日本中央競馬会はこのレース後、降着制度の導入の検討を始めたことを明らかにした。
日本ダービーでは大敗し、ビゼンニシキに対しては距離克服に課題があるという見方が再び露になった。この年から短距離路線の整備が行われたことから、ビゼンニシキは秋は長距離の菊花賞ではなく、短距離のスワンステークスへ挑んだ。しかしそのレース中に故障を発生して引退に追い込まれた。
シンボリルドルフがこの年、史上初の無敗での三冠制覇を果たして日本競馬史上で図抜けた競走馬と評価され、さらにジャパンカップでも好走して世界的に高評価を受けたことで「ルドルフを最も苦しめた馬」としてビゼンニシキにも高い評価が与えられることになった。日本ダービーまではシンボリルドルフ以外には負けておらず、「一方的に負けてばかりなので、はたして本当にライバルといえるかどうかは疑問だが」シンボリルドルフのライバルであるとも評された。
この年のフリーハンデでのビゼンニシキの評価は60kgで、同世代では単独2位の値だった。「全日本フリーハンデ」は63kgに評価し、例年であればクラシック競走の勝馬と同等以上と位置づけた。

## 競走成績
以下の内容は、netkeiba.comに基づく。
| 競走日     | 競馬場 | 競走名         | 格      | 距離（馬場）  | 頭 数 | 枠 番 | 馬 番 | オッズ （人気） | 着順 | タイム  | 着差 | 騎手      | 斤量 [kg] | 1着馬（2着馬）       |
| ---------- | ------ | -------------- | ------- | ------------- | ----- | ----- | ----- | --------------- | ---- | ------- | ---- | --------- | --------- | -------------------- |
| 1983.11.05 | 東京   | 3歳新馬        |         | 芝1400m（稍） | 8     | 6     | 6     | 011.30（3人）   | 01着 | R1:26.4 | -1.0 | 0岡部幸雄 | 54        | （フラワーパーク）   |
| 0000.11.27 | 東京   | さざんか賞     | 400万下 | 芝1400m（良） | 11    | 5     | 5     | 005.00（2人）   | 01着 | R1:24.3 | -0.5 | 0岡部幸雄 | 54        | （ニッポースワロー） |
| 0000.12.24 | 中山   | ひいらぎ賞     | 800万下 | 芝1800m（良） | 9     | 1     | 1     | 001.80（1人）   | 01着 | R1:51.8 | -0.3 | 0岡部幸雄 | 54        | （ハクバテンリュウ） |
| 1984.02.12 | 東京   | 共同通信杯4歳S | GIII    | 芝1800m（良） | 8     | 3     | 3     | 001.80（1人）   | 01着 | R1:51.6 | -0.2 | 0岡部幸雄 | 55        | （リキサンパワー）   |
| 0000.03.04 | 中山   | 弥生賞         | GII     | 芝2000m（良） | 14    | 6     | 10    | 002.50（1人）   | 02着 | R2:02.0 | -0.3 | 0蛯沢誠治 | 55        | シンボリルドルフ     |
| 0000.03.25 | 中山   | スプリングS    | GII     | 芝1800m（良） | 13    | 2     | 2     | 001.90（1人）   | 01着 | R1:50.6 | -0.1 | 0蛯沢誠治 | 56        | （サクラトウコウ）   |
| 0000.04.15 | 中山   | 皐月賞         | GI      | 芝2000m（良） | 19    | 2     | 3     | 005.00（2人）   | 02着 | R2:01.3 | -0.2 | 0蛯沢誠治 | 57        | シンボリルドルフ     |
| 0000.05.06 | 東京   | NHK杯          | GII     | 芝2000m（良） | 9     | 1     | 1     | 001.50（1人）   | 01着 | R2:04.0 | -0.4 | 0蛯沢誠治 | 56        | （トウホーカムリ）   |
| 0000.05.27 | 東京   | 東京優駿       | GI      | 芝2400m（良） | 21    | 6     | 14    | 006.70（2人）   | 14着 | R2:32.0 | -2.7 | 0蛯沢誠治 | 57        | シンボリルドルフ     |
| 0000.10.28 | 京都   | スワンS        | GII     | 芝1400m（良） | 14    | 3     | 3     | 008.70（3人）   | 12着 | R1:27.8 | -6.4 | 0蛯沢誠治 | 56        | ニホンピロウイナー   |

## 種牡馬として
競走馬を引退後、シンジケート・ビゼンニシキ会が結成され、1985年より北海道浦河郡浦河町の浦河スタリオンセンターにて種牡馬として繋養された。初年度の種付け料は150万円と発表されている 。父馬のダンディルート、母の父ミンスキーともに種牡馬として成功しながら早死しており、ビゼンニシキにはダンディルートの後継種牡馬として期待が寄せられた。1年目の49頭を皮切りに、例年50頭以上の繁殖牝馬を集めた。
特に2世代目となる1987年生まれの産駒33頭の中からは、ダイタクヘリオス、ハシノケンシロウ、パッシングルート、ビゼンツカサと4頭の重賞勝ち馬が出て、世代別の種牡馬ランキングで日本4位となった。特に1991年には産駒が年間87勝をあげて日本の年別種牡馬ランキングで14位となった。このほか、1990年から2000年まで勝利数はコンスタントに80勝前後をあげ、1989年から1998年のあいだランキング上位100位に入っていた。
晩年は鹿児島のタハラファームに移った。1999年の7月23日、試情の際に転倒し頭を打ったことが原因で死亡した。

## 主な産駒
- 重賞競走2着馬および賞金5000万以上のもの（獲得賞金の単位は万円）を採録。

| 馬名               | 生年 | 性別 | 獲得賞金 | 主要戦績 |
| ------------------ | ---- | ---- | -------- | --- |
| ダイタクヘリオス   | 1987 | 牡   | 68,995   | マイルチャンピオンシップGI2回、マイラーズカップGII2回、毎日王冠GII、高松宮杯GII、クリスタルカップGIII         |
| ハシノケンシロウ   | 1987 | 牡   | 25,453   | カブトヤマ記念GIII、新潟大賞典GIII、福島記念GIII                                                              |
| パッシングルート   | 1987 | 牡   | 16,122   | （公営・山形）上山優駿樹氷賞重賞、東北サラブレッド大賞典重賞2着）、（中央）平安ステークスOP、栗東ステークスOP |
| リターンエース     | 1988 | 牡   | 28,534   | 京都大障害・春重賞、阪神障害ステークス・春重賞、東京障害特別・春重賞、金鯱賞GIII2着                           |
| リンデンニシキ     | 1992 | 牝   | 07,822   | （公営・佐賀）開設記念重賞、サガ・クイーン賞重賞2回、サラブレッドGP重賞、佐賀菊花賞重賞                       |
| ムラノタニカゼ     | 1989 | 牡   | 02,341   | （公営・山形）こまくさ賞（上山ダービー）重賞                                                                  |
| コンメンダトーレ   | 1994 | 牡   | 18,451   | （公営・佐賀）佐賀記念重賞                                                                                    |
| キーニシキ         | 1995 | 牡   | 09,762   | （公営・岐阜）スプリンター争覇重賞                                                                            |
| ビゼンツカサ       | 1987 | 牝   | 04,267   | （公営・石川）3歳優駿重賞                                                                                     |
| マンノチャレンジ   | 1991 | 牡   | 13,747   | 中日新聞杯GIII2着、中日新聞杯GIII3着                                                                          |
| セイクビゼン       | 1995 | 牡   | 04,341   | スプリングステークスGII2着                                                                                    |
| タヤスウイング     | 1993 | 牡   | 03,958   | （公営・南関東）埼玉新聞杯重賞2着                                                                             |
| ミナミツルギ       | 1988 | 牡   | 04,559   | （公営・石川）白山大賞典重賞2着、北国王冠重賞2着、スプリンターズC重賞2着                                      |
| オリオンジャガー   | 1987 | 牡   | 04,976   | （公営・南関東）大井記念重賞2着、かしわ記念重賞2着                                                            |
| トーエイブルー     | 1986 | 牡   | 10,510   | （公営・南関東）埼玉新聞杯重賞2着、（中央）潮騒特別、釧路特別、まりも特別                                     |
| マルシゲサーパス   | 1998 | 牡   | 02,065   | （公営・佐賀）吉野ヶ里記念重賞2着、サラ系3歳優駿重賞2着                                                       |
| ミヤノテイオー     | 1996 | 牡   | 00928    | （公営・佐賀）ジュニアチャンピオン重賞2着                                                                     |
| ウインキャリイ     | 1986 | 牝   | 03,756   | （公営・石川）読売杯重賞2着                                                                                   |
| カイシュウニシキ   | 1992 | 牡   | 07,891   | 船橋S準OP、レインボーS準OP、千葉日報杯準OP                                                                    |
| メドレー           | 1986 | 牝   | 09,814   | TUF杯準OP、高尾特別                                                                                           |
| グランシェール     | 1994 | 牝   | 06,314   | 初風特別 |
| ボヘミアンドリーム | 1991 | 牡   | 06,894   | 八坂特別 |
| ファンシーボール   | 1988 | 牡   | 08,987   | 北摂特別 |
| トーワビゼン       | 1987 | 牡   | 07,358   | 五頭連峰特別、北方特別                                                                                        |
| ナムラボレロ       | 1986 | 牡   | 12,139   | ゴールデンサドルT、由布院特別                                                                                 |
| センダン           | 1997 | 牡   | 06,363   | 赤湯特別 |
| エベリン           | 1989 | 牝   | 05,309   | 洞爺湖特別 |

## 血統表
| ビゼンニシキの血統                      | ビゼンニシキの血統                 | ビゼンニシキの血統            | （血統表の出典） | （血統表の出典） |
| 父 *ダンディルート Dandy Lute 1972 鹿毛 | 父の父Luthier 1965 黒鹿毛          | Klairon                       | Clarion          | Clarion          |
| 父 *ダンディルート Dandy Lute 1972 鹿毛 | 父の父Luthier 1965 黒鹿毛          | Klairon                       | Kalmia           |                  |
| 父 *ダンディルート Dandy Lute 1972 鹿毛 | 父の父Luthier 1965 黒鹿毛          | Flute Enchantee               | Cranach          | Cranach          |
| 父 *ダンディルート Dandy Lute 1972 鹿毛 | 父の父Luthier 1965 黒鹿毛          | Flute Enchantee               | Montagnana       |                  |
| 父 *ダンディルート Dandy Lute 1972 鹿毛 | 父の母Dentrelic 1965 栗毛          | Prudent                       | My Babu          | My Babu          |
| 父 *ダンディルート Dandy Lute 1972 鹿毛 | 父の母Dentrelic 1965 栗毛          | Prudent                       | Providence       |                  |
| 父 *ダンディルート Dandy Lute 1972 鹿毛 | 父の母Dentrelic 1965 栗毛          | Relict                        | Relic            | Relic            |
| 父 *ダンディルート Dandy Lute 1972 鹿毛 | 父の母Dentrelic 1965 栗毛          | Relict                        | Fakhry           |                  |
| 母 ベニバナビゼン 1975 栗毛             | 母の父*ミンスキー Minsky 1968 栗毛 | Northern Dancer               | Nearctic         | Nearctic         |
| 母 ベニバナビゼン 1975 栗毛             | 母の父*ミンスキー Minsky 1968 栗毛 | Northern Dancer               | Natalma          |                  |
| 母 ベニバナビゼン 1975 栗毛             | 母の父*ミンスキー Minsky 1968 栗毛 | Flaming Page                  | Bull Page        | Bull Page        |
| 母 ベニバナビゼン 1975 栗毛             | 母の父*ミンスキー Minsky 1968 栗毛 | Flaming Page                  | Flaring Top      |                  |
| 母 ベニバナビゼン 1975 栗毛             | 母の母カツハゴロモ 1971 鹿毛       | *サウンドトラック Sound Track | Whistler         | Whistler         |
| 母 ベニバナビゼン 1975 栗毛             | 母の母カツハゴロモ 1971 鹿毛       | *サウンドトラック Sound Track | Bridle Way       |                  |
| 母 ベニバナビゼン 1975 栗毛             | 母の母カツハゴロモ 1971 鹿毛       | *ワイルドライフ Wild Life     | Big Game         | Big Game         |
| 母 ベニバナビゼン 1975 栗毛             | 母の母カツハゴロモ 1971 鹿毛       | *ワイルドライフ Wild Life     | Clarinda         |                  |
| 母系(F-No.)                             | (FN:3-o)                           | (FN:3-o)                      | (FN:3-o)         | [ § 2 ]          |
| 5代内の近親交配                         | Djebel 5×5                         | Djebel 5×5                    | Djebel 5×5       | [ § 3 ]          |
| 出典                                    | 1. 2. 3.                           | 1. 2. 3.                      | 1. 2. 3.         | 1. 2. 3.         |

- 血統表注：5代前のWar RelicとWar Kiltはともに父Man o'War、母Friars Carseという全兄妹である。